# Глаубич (герб)
Герб Глаубич (пол. Glaubicz, нем. Glaubitz) — польский дворянский герб, впервые упоминаемый в 1326 году. Некоторые из родов, принадлежащих к этому гербу, включены в Общий гербовник дворянских родов Российской империи и Гербовник дворянских родов Царства Польского (например, Рокоссовские).

## Описание герба
В голубом поле плывущая влево золотая рыба. На шлеме пять страусовых перьев.